# جاكمول

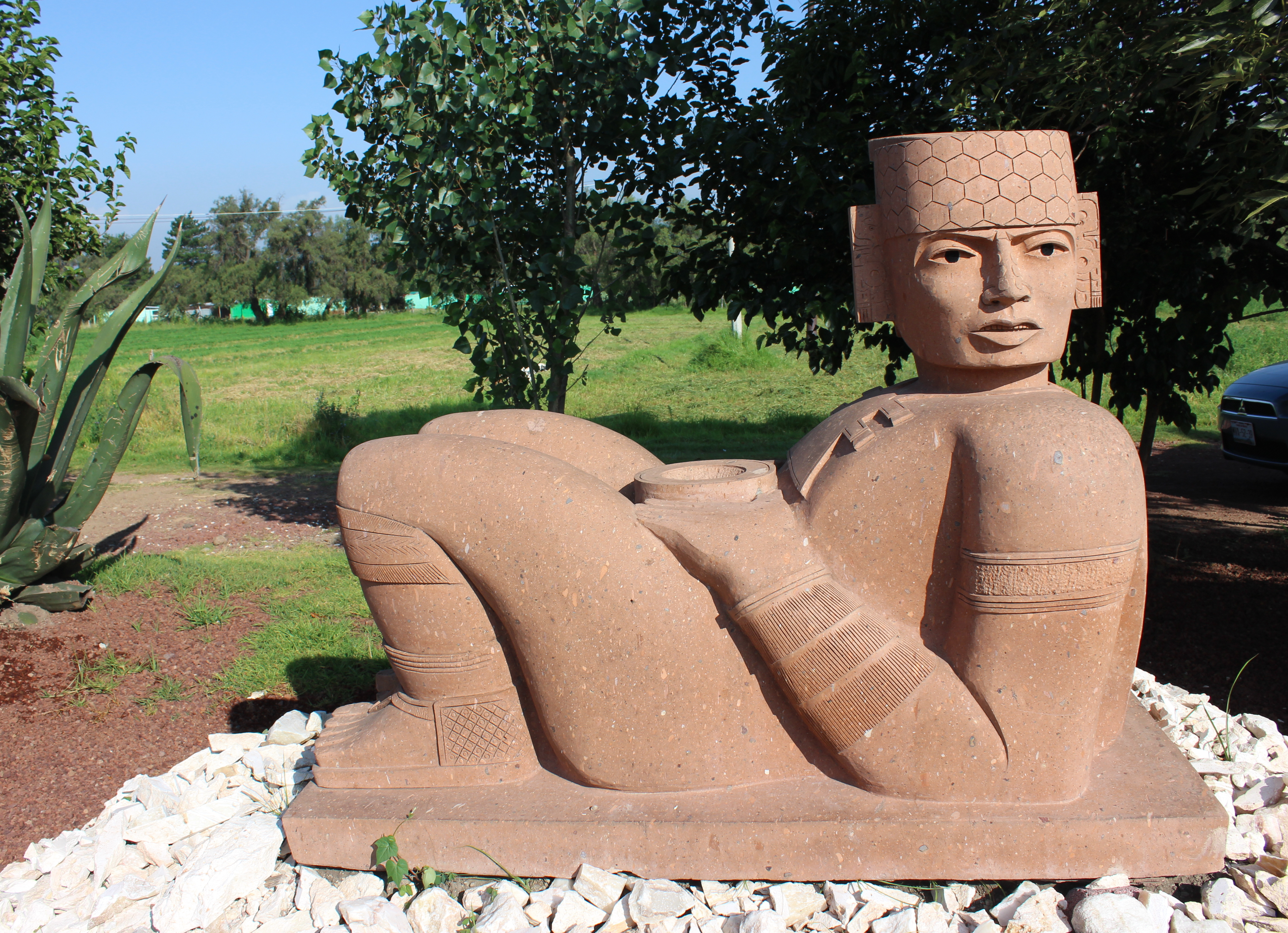
نسخة لجاكمول واحد من المنحوتات التي وُجدت في تيوتيهواكان.

جاكمول هو نوع من منحوتات العصر قبل الكولومبي في وسط أمريكا التي ظهرت في بداية فترة ما بعد الكلاسيكية في مواقع مختلفة من المنطقة. وفي عام 1875، اقترن هذا المصطلح باسم المستكشف أوغسطس لو بلونخيون، الذي لاحظ هذا النوع من التماثيل لأول مرة في ولاية يوكاتان، ولذا اقترح له اسمًا بلغة المايا اليوكاتية.
ظهر هذا النوع من التماثيل في وسط أمريكا بداية من عصر ما بعد الكلاسيكية، وارتبط بالتولتك. وقد عُثر على العديد من هذه المنحوتات في تشيتشن إيتزا وتولا. وكان تواجد هذه المنحوتات في هذه الأماكن بمثابة الحجة التي أحدث جدلًا واسعًا عن العلاقة بين هذين المكانين. بالإضافة إلى ذلك، فقد ظهرت بعض القطع القادمة من إواتثيو في ولاية ميتشواكان وكيوريجوا في غواتيمالا وثيمبوالا في ولاية فيراكروز والمعبد الكبير في تينوتشتيتلان من بين آخريات.

## تاريخ
يظهر النحت رجلًا مستلقًا، متوكئًا على مرفقيه والساقين مثنيين ورأسه مستدير 90 درجة إلى الجانب. ويحمل صينية على بطنه.
هذا النوع من التماثيل ظهرت في أمريكا الوسطى في أوائل العصر الكلاسيكي الأخير ومقترن إلى شعب التولتك. تم العثور على معظم العينات المعروفة في تولا أو تشيتشن إيتزا، حيث وجدت إثني عشر قطعة. هذا النوع من التماثيل هو أيضا جزء من الحجج التي تغذي النقاش حول العلاقات بين الموقعين.
هناك خمس نسخ من جاكمول مصدرها من ميتشواكان في بلد التراسكان. أنها تثير السؤال دون إجابة في الوقت الحالي، في الوقت الذي تجلى تأثير تولتيك في هذه المنطقة الغامضة من وسط أمريكا. ويمكن ببساطة تفسير وجودها من حيث الأصل المشترك للالتراسكان والتولتك